# Ferdinand Duchatsch
Dr. Ferdinand Duchach, odvetnik, državnozborski in deželnozborski poslanec, mariborski župan (Bürgermeister), * 1835, Maribor, † 1887. 

## Življenjepis
Rojen je bil v Mariboru, v starem mestnem jedru. Njegov oče, odvetnik dr. Franc Duchatsch je bil rojen Ptujčan, ki je mariborsko meščansko pravico dobil leta 1832. 
Od leta 1876 do 1880 je bil državnozborski poslanec mestne kurije Maribor - Ptuj, od leta 1878 do 1887 pa deželnozborski poslanec mestne kurije Maribor v Gradcu. Mariborski župan je bil od leta 1883 do 1885.
Umrl je leta 1887.

## Županovanje
Dr. Ferdinand Duchach je postal mariborski župan leta 1883. 
V njegovem mandatu je pričela gradnja občinske hranilnice na današnjem Slomškovem trgu (sedaj sedež Univerze v Mariboru). Gradili so epidemično vojaško bolnišnico in dravsko brv za povezavo Koroškega in Studenškega predmestja (sedaj imenovano Studenška brv). Na urejenem in zasajenem Slomškovem trgu je cesar Franc Jožef odkril spomenik admiralu Tegethoffu.  
Leta 1883 je Karl Scherbaum v svojem mlinu instaliral električno razsvetljavo. To je tudi prva električna razsvetljava na slovenskih tleh.
Župan dr. Duchatch je županoval kratek čas: le dve leti. Zaradi bolezni je leta 1885 odstopil s položaja. 